# 百胜镇
百胜镇，是中华人民共和国重庆市涪陵区下辖的一个乡镇级行政单位。

## 行政区划
百胜镇下辖以下地区：
百胜社区、葛亮村、齐曲村、太平寺村、大石村、隆兴村、红花村、八卦村、紫竹村、新河村、广福村、三台村、双河场村、观音村、花庙村、紫微村、中心村、回龙村、桂花村和百兴村。